# Razzie Award för sämsta prequel, nyinspelning, rip-off eller uppföljare
Nedan följer en lista över vinnare och nominerade av en Razzie för Sämsta prequel, nyinspelning, rip-off eller uppföljare, (Golden Raspberry Award for Worst Prequel, Remake, Rip-off or Sequel). Kategorin hette mellan filmåren 1994 och 2005 bara Sämsta nyinspelning eller uppföljare, varpå prequel och rip-off introducerades mellan filmåren 2006 och 2007, och de delades upp i två kategorier: Sämsta prequel eller uppföljare och Sämsta nyinspelning eller rip-off. Inför filmåret 2008 slogs de två kategorierna ihop och blev dagens kategori. Priset har delats ut sedan den 15:e galan.
Vinnare presenteras överst i gul färg och fetstil, varpå övriga nominerade följer efter. Året avser det filmår som filmerna vann för, varpå de tilldelades priset på galan året därefter.

## Vinnare och nominerade

### Sämsta nyinspelning eller uppföljare (1994-2005)

#### 1990-talet
| År                                                               | Film                                                        | Producent(er)                                 |
| 1994 (15:e)                                                      |                                                             |                                               |
| ---------------------------------------------------------------- | ----------------------------------------------------------- | --------------------------------------------- |
| 1994 (15:e)                                                      | Wyatt Earp                                                  | Kevin Costner, Lawrence Kasdan och Jim Wilson |
| 1994 (15:e)                                                      | Snuten i Hollywood III                                      | Robert Rehme och Mace Neufeld                 |
| 1994 (15:e)                                                      | City Slickers II – Jakten på Curlys guld                    | Billy Crystal                                 |
| 1994 (15:e)                                                      | Familjen Flinta                                             | Bruce Cohen                                   |
| 1994 (15:e)                                                      | Love Affair                                                 | Warren Beatty                                 |
| 1995 (16:e)                                                      |                                                             |                                               |
| Passionens pris                                                  | Roland Joffé och Andrew G. Vajna                            |                                               |
| Ace Ventura – Den galopperande detektiven rider igen             | James G. Robinson                                           |                                               |
| Dr. Jekyll and Ms. Hyde                                          | Robert Shapiro och Jerry Leider                             |                                               |
| Showgirls (nyinspelning på både Allt om Eva och The Lonely Lady) | Charles Evans och Alan Marshall                             |                                               |
| Village of the Damned                                            | Michael Preger och Sandy King                               |                                               |
| 1996 (17:e)                                                      | Inget pris gavs ut detta år                                 | Inget pris gavs ut detta år                   |
| 1997 (18:e)                                                      |                                                             |                                               |
| Speed 2: Cruise Control                                          | Jan de Bont, Steve Perry och Michael Peyser                 |                                               |
| Batman & Robin                                                   | Peter MacGregor-Scott                                       |                                               |
| Ensam hemma igen                                                 | John Hughes och Hilton Green                                |                                               |
| The Lost World: Jurassic Park                                    | Kathleen Kennedy, Gerald R. Molen och Colin Wilson          |                                               |
| McHale's Navy                                                    | Bill Sheinberg, Jonathan Sheinberg och Sid Sheinberg        |                                               |
| 1998 (19:e)                                                      |                                                             |                                               |
| Delad vinst: The Avengers                                        | Jerry Weintraub                                             |                                               |
| Delad vinst: Godzilla                                            | Dean Devlin och Roland Emmerich                             |                                               |
| Delad vinst: Psycho                                              | Brian Grazer och Gus Van Sant                               |                                               |
| Lost in Space                                                    | Mark W. Koch, Stephen Hopkins, Akiva Goldsman och Carla Fry |                                               |
| Möt Joe Black (nyinspelning på Döden tar semester)               | Martin Brest                                                |                                               |
| 1999 (20:e)                                                      | Inget pris gavs ut detta år                                 | Inget pris gavs ut detta år                   |

#### 2000-talet
| År                                                                                        | Film                                                               | Producent(er)                            |
| 2000 (21:a)                                                                               |                                                                    |                                          |
| ----------------------------------------------------------------------------------------- | ------------------------------------------------------------------ | ---------------------------------------- |
| 2000 (21:a)                                                                               | Blair Witch 2                                                      | Bill Carraro                             |
| 2000 (21:a)                                                                               | Grinchen – julen är stulen                                         | Brian Grazer                             |
| 2000 (21:a)                                                                               | Familjen Flinta i Viva Rock Vegas                                  | Bruce Cohen                              |
| 2000 (21:a)                                                                               | Get Carter                                                         | Neil Canton, Mark Canton och Elie Samaha |
| 2000 (21:a)                                                                               | Mission: Impossible II                                             | Tom Cruise och Paula Wagner              |
| 2001 (22:a)                                                                               |                                                                    |                                          |
| Apornas planet                                                                            | Richard D. Zanuck och Ralph Winter                                 |                                          |
| Crocodile Dundee i Los Angeles                                                            | Paul Hogan och Lance Hool                                          |                                          |
| Jurassic Park III                                                                         | Kathleen Kennedy och Larry Franco                                  |                                          |
| Pearl Harbor (nyinspelning på Tora! Tora! Tora!)                                          | Michael Bay och Jerry Bruckheimer                                  |                                          |
| Ljuva november                                                                            | Elliott Kastner, Steven Reuther, Deborah Aal och Erwin Stoff       |                                          |
| 2002 (23:e)                                                                               |                                                                    |                                          |
| Swept Away                                                                                | Matthew Vaughn                                                     |                                          |
| I Spy                                                                                     | Mario Kassar, Andrew G. Vajna, Betty Thomas och Jenno Topping      |                                          |
| Mr. Deeds (nyinspelning på En gentleman kommer till stan)                                 | Sid Ganis och Jack Giarraputo                                      |                                          |
| Pinocchio                                                                                 | Gianluigi Braschi, Nicoletta Braschi och Elda Ferri                |                                          |
| Star Wars: Episod II – Klonerna anfaller                                                  | George Lucas och Rick McCallum                                     |                                          |
| 2003 (24:e)                                                                               |                                                                    |                                          |
| Charlies änglar - Utan hämningar                                                          | Drew Barrymore, Leonard Goldberg och Nancy Juvonen                 |                                          |
| 2 Fast 2 Furious                                                                          | Lee Mayes och Neal H. Moritz                                       |                                          |
| Dum och ännu dummare                                                                      | Troy Miller, Brad Krevoy, Mark Burg, Oren Koules och Toby Emmerich |                                          |
| From Justin to Kelly (nyinspelning på både Where the Boys Are och Where the Boys Are '84) | John Steven Agoglia                                                |                                          |
| The Texas Chainsaw Massacre                                                               | Michael Bay, Mike Fleiss, Brad Fuller, Tobe Hooper och Kim Henkel  |                                          |
| 2004 (25:e)                                                                               |                                                                    |                                          |
| Scooby Doo 2 – Monstren är lösa                                                           | Charles Roven och Richard Suckle                                   |                                          |
| AVP: Alien vs. Predator                                                                   | Walter Hill, Gordon Carroll, David Giler och John Davis            |                                          |
| Anacondas: The Hunt for the Blood Orchid                                                  | Verna Harrah och Jacobus Rose                                      |                                          |
| Jorden runt på 80 dagar                                                                   | Bill Badalato och Hal Lieberman                                    |                                          |
| Exorcisten: Begynnelsen                                                                   | Aaron Dem, Guy McElwaine, David C. Robinson och James G. Robinson  |                                          |
| 2005 (26:e)                                                                               |                                                                    |                                          |
| Maskens återkomst                                                                         | Erica Huggins och Scott Kroopf                                     |                                          |
| En förtrollad romans                                                                      | Nora Ephron, Lucy Fisher, Penny Marshall och Douglas Wick          |                                          |
| Deuce Bigalow: European Gigolo                                                            | Adam Sandler och John Schneider                                    |                                          |
| The Dukes of Hazzard                                                                      | Bill Gerber                                                        |                                          |
| House of Wax                                                                              | Susan Levin, Joel Silver och Robert Zemeckis                       |                                          |

### Sämsta prequel eller uppföljare / Sämsta nyinspelning eller rip-off (2006-2007)
| År          | Film | Producent(er)                                                                  |
| ----------- | --- | ------------------------------------------------------------------------------ |
| 2006 (27:e) | Prequel eller uppföljare                                                                                   | Prequel eller uppföljare                                                       |
| 2006 (27:e) | Basic Instinct 2                                                                                           | Mario Kassar, Joel B. Michaels och Andrew G. Vajna                             |
| 2006 (27:e) | Big Mommas hus 2                                                                                           | Michael Green och David T. Friendly                                            |
| 2006 (27:e) | Gustaf 2                                                                                                   | John Davis                                                                     |
| 2006 (27:e) | The Santa Clause 3: The Escape Clause                                                                      | Tim Allen, Brian Reilly och Jeffrey Silver                                     |
| 2006 (27:e) | The Texas Chainsaw Massacre: The Beginning                                                                 | Michael Bay, Mike Fleiss, Tobe Hooper, Kim Henkel, Andrew Form och Brad Fuller |
| 2006 (27:e) | Nyinspelning eller rip-off                                                                                 |                                                                                |
| 2006 (27:e) | Little Man (rip-off på Snurre Sprätt-filmen Baby Buggy Bunny från 1954)                                    | Rick Alvares, Lee Mays, Marlon Wayans och Shawn Wayans                         |
| 2006 (27:e) | Rosa pantern                                                                                               | Robert Simonds                                                                 |
| 2006 (27:e) | Poseidon                                                                                                   | Wolfgang Petersen, Duncan Henderson, Mike Fleiss och Akiva Goldsman            |
| 2006 (27:e) | The Shaggy Dog                                                                                             | David Hoberman och Tim Allen                                                   |
| 2006 (27:e) | The Wicker Man                                                                                             | Nicolas Cage, Randall Emmett, Norm Golightly, Avi Lerner och Joanne Sellar     |
| 2007 (28:e) | Prequel eller uppföljare                                                                                   | Prequel eller uppföljare                                                       |
| 2007 (28:e) | Kollopapporna                                                                                              | Matt Berenson, John Davis och Wyck Godfrey                                     |
| 2007 (28:e) | Aliens vs. Predator 2                                                                                      | John Davis, David Giler och Walter Hill                                        |
| 2007 (28:e) | Evan den allsmäktige                                                                                       | Gary Barber, Roger Birnbaum, Michael Bostick, Neal H. Moritz och Tom Shadyac   |
| 2007 (28:e) | Hannibal Rising                                                                                            | Dino De Laurentiis, Martha De Laurentiis och Tarak Ben Ammar                   |
| 2007 (28:e) | Hostel 2                                                                                                   | Mike Fleiss, Eli Roth och Chris Briggs                                         |
| 2007 (28:e) | Nyinspelning eller rip-off                                                                                 |                                                                                |
| 2007 (28:e) | I Know Who Killed Me (rip-off på Hostel, Saw och The Patty Duke Show)                                      | David Grace och Frank Mancuso, Jr.                                             |
| 2007 (28:e) | Are We Done Yet? (uppföljare till Are We There Yet?, nyinspelning på Mr. Blandings Builds His Dream House) | Ted Hartley, Ice Cube, Matt Alvarez och Todd Garner                            |
| 2007 (28:e) | Bratz: The Movie                                                                                           | Isaac Larian, Avi Arad och Steven Paul                                         |
| 2007 (28:e) | Epic Movie (rip-off på en massa filmer)                                                                    | Paul Schiff                                                                    |
| 2007 (28:e) | Who's Your Caddy? (rip-off på Tom i bollen)                                                                | Christopher Eberts, Tracy Edmonds, Kia Jam och Arnold Rifkin                   |

### Sämsta prequel, nyinspelning, rip-off eller uppföljare (2008-idag)

#### 2000-talet
| År                                | Film                                                          | Producent(er)                                              |
| 2008 (29:e)                       |                                                               |                                                            |
| --------------------------------- | ------------------------------------------------------------- | ---------------------------------------------------------- |
| 2008 (29:e)                       | Indiana Jones och Kristalldödskallens rike                    | George Lucas, Kathleen Kennedy och Frank Marshall          |
| 2008 (29:e)                       | The Day the Earth Stood Still                                 | Erwin Stoff, Paul Harris Boardman och Gregory Goodman      |
| 2008 (29:e)                       | Disaster Movie och Meet the Spartans (nominerade tillsammans) | Jason Friedberg, Peter Safran och Aaron Seltzer            |
| 2008 (29:e)                       | Speed Racer                                                   | Joel Silver, Grant Hill, Lana Wachowski och Andy Wachowski |
| 2008 (29:e)                       | Star Wars: The Clone Wars                                     | George Lucas och Catherine Winder                          |
| 2009 (30:e)                       |                                                               |                                                            |
| Land of the Lost                  | Sid Krofft, Marty Krofft och Jimmy Miller                     |                                                            |
| G.I. Joe: The Rise of Cobra       | Lorenzo di Bonaventura, Bob Ducsay och Brian Goldner          |                                                            |
| Rosa pantern 2                    | Robert Simonds                                                |                                                            |
| Transformers: De besegrades hämnd | Lorenzo di Bonaventura, Ian Bryce, Tom DeSanto och Don Murphy |                                                            |
| The Twilight Saga: New Moon       | Wyck Godfrey och Karen Rosenfelt                              |                                                            |

#### 2010-talet
| År                                                                                 | Film | Producent(er)                                                          |
| 2010 (31:a)                                                                        | |                                                                        |
| ---------------------------------------------------------------------------------- | --- | ---------------------------------------------------------------------- |
| 2010 (31:a)                                                                        | Sex and the City 2                                                                                          | Michael Patrick King, John Melfi, Sarah Jessica Parker och Darren Star |
| 2010 (31:a)                                                                        | Clash of the Titans                                                                                         | Kevin De La Noy, Basil Iwanyk och Richard D. Zanuck                    |
| 2010 (31:a)                                                                        | The Last Airbender                                                                                          | Frank Marshall, Sam Mercer och M. Night Shyamalan                      |
| 2010 (31:a)                                                                        | The Twilight Saga: Eclipse                                                                                  | Wyck Godfrey och Karen Rosenfelt                                       |
| 2010 (31:a)                                                                        | Vampyrer suger                                                                                              | Jason Friedberg, Peter Safran och Aaron Seltzer                        |
| 2011 (32:a)                                                                        | |                                                                        |
| Jack and Jill (nyinspelning/rip-off på Glen or Glenda)                             | Adam Sandler, Jack Giarraputo och Todd Garner                                                               |                                                                        |
| Arthur                                                                             | Larry Brezner, Kevin McCormick, Chris Bender och Michael Tadross                                            |                                                                        |
| Bucky Larson: Born to Be a Star (rip-off på Boogie Nights och Skandal i Hollywood) | Adam Sandler, Jack Giarraputo, Allen Covert, Nick Swardson och David Dorfman                                |                                                                        |
| Baksmällan del II                                                                  | Daniel Goldberg och Todd Phillips                                                                           |                                                                        |
| The Twilight Saga: Breaking Dawn - Part 1                                          | Wyck Godfrey, Stephenie Meyer och Karen Rosenfelt                                                           |                                                                        |
| 2012 (33:e)                                                                        | |                                                                        |
| The Twilight Saga: Breaking Dawn - Part 2                                          | Wyck Godfrey, Stephenie Meyer och Karen Rosenfelt                                                           |                                                                        |
| Ghost Rider: Spirit of Vengeance                                                   | Steven Paul, Ashok Amritaj, Michael De Luca och Avi Arad                                                    |                                                                        |
| Madea's Witness Protection                                                         | Tyler Perry, Ozzie Areu och Paul Hall                                                                       |                                                                        |
| Piranha 3DD                                                                        | Mark Canton, Marc Toberoff och Joel Soisson                                                                 |                                                                        |
| Red Dawn                                                                           | Beau Flynn och Tripp Vinson                                                                                 |                                                                        |
| 2013 (34:e)                                                                        | |                                                                        |
| The Lone Ranger                                                                    | Jerry Bruckheimer och Gore Verbinski                                                                        |                                                                        |
| Grown Ups 2                                                                        | Adam Sandler och Jack Giarraputo                                                                            |                                                                        |
| Baksmällan del III                                                                 | Daniel Goldberg och Todd Phillips                                                                           |                                                                        |
| Scary Movie 5                                                                      | David Zucker och Phil Dornfeld                                                                              |                                                                        |
| Smurfarna 2                                                                        | Jordan Kerner                                                                                               |                                                                        |
| 2014 (35:e)                                                                        | |                                                                        |
| Annie                                                                              | Jay Brown, Will Gluck, Jada Pinkett Smith, Caleeb Pinkett, Tyran Smith, Will Smith och Shawn 'Jay Z' Carter |                                                                        |
| Atlas Shrugged: Part III                                                           | John Aglialoro och Harmon Kaslow                                                                            |                                                                        |
| The Legend of Hercules                                                             | Boaz Davidson, Renny Harlin, Danny Lerner och Les Weldon                                                    |                                                                        |
| Teenage Mutant Ninja Turtles                                                       | Michael Bay, Ian Bryce, Andrew Form, Bradley Fuller, Scott Mednick och Galen Walker                         |                                                                        |
| Transformers: Age of Extinction                                                    | Ian Bryce, Tom DeSanto, Lorenzo di Bonaventura och Don Murphy                                               |                                                                        |
| 2015 (36:e)                                                                        | |                                                                        |
| Fantastic Four                                                                     | Simon Kinberg, Matthew Vaughn, Hutch Parker, Robert Kulzer och Gregory Goodman                              |                                                                        |
| Alvin and the Chipmunks: The Road Chip                                             | Janice Karman och Ross Bagdasarian                                                                          |                                                                        |
| Hot Tub Time Machine 2                                                             | Andrew Panay                                                                                                |                                                                        |
| The Human Centipede 3 (Final Sequence)                                             | Tom Six och Ilona Six                                                                                       |                                                                        |
| Paul Blart: Mall Cop 2                                                             | Todd Garner, Kevin James och Adam Sandler                                                                   |                                                                        |
| 2016 (37:e)                                                                        | |                                                                        |
| Batman v Superman: Dawn of Justice                                                 | Charles Roven och Deborah Snyder                                                                            |                                                                        |
| Alice i Spegellandet                                                               | Joe Roth, Suzanne Todd, Jennifer Todd och Tim Burton                                                        |                                                                        |
| Fifty Shades of Black                                                              | Martin Thomas och Korey Goodwin                                                                             |                                                                        |
| Independence Day: Återkomsten                                                      | Dean Devlin, Harald Kloser och Roland Emmerich                                                              |                                                                        |
| Teenage Mutant Ninja Turtles: Out of the Shadows                                   | Michael Bay, Andrew Form, Bradley Fuller, Scott Mednick och Galen Walker                                    |                                                                        |
| Zoolander 2                                                                        | Stuart Cornfield, Scott Rudin, Ben Stiller och Clayton Townsend                                             |                                                                        |
| 2017 (38:e)                                                                        | |                                                                        |
| Fifty Shades Darker                                                                | Dana Brunetti, Michael De Luca, E.L. James, Marcus Viscidi                                                  |                                                                        |
| Baywatch                                                                           | Michael Berk, Gregory J. Bonann, Beau Flynn, Ivan Reitman, Douglas Schwartz                                 |                                                                        |
| Boo 2! A Madea Halloween                                                           | Ozzie Areu, Will Areu, Tyler Perry och Mark E. Swinton                                                      |                                                                        |
| The Mummy                                                                          | Sarah Bradshaw, Sean Daniel, Alex Kurtzman, Chris Morgan                                                    |                                                                        |
| Transformers: The Last Knight                                                      | Ian Bryce, Lorenzo di Bonaventura, Tom DeSanto, Don Murphy                                                  |                                                                        |